# Liste des circonscriptions législatives de la Nièvre
Le département français de la Nièvre est, sous la Cinquième République, constitué de trois circonscriptions législatives de 1958 à 2012, puis de deux circonscriptions depuis le redécoupage de 2010, entré en application à compter des élections législatives de 2012.

## Présentation
Par ordonnance du 13 octobre 1958 relative à l'élection des députés à l'Assemblée nationale, le département de la Nièvre est d'abord constitué de trois circonscriptions électorales. 
Lors des élections législatives de 1986 qui se sont déroulées selon un mode de scrutin proportionnel à un seul tour par listes départementales, le nombre de trois sièges de la Nièvre a été conservé.
Le retour à un mode de scrutin uninominal majoritaire à deux tours en vue des élections législatives suivantes, a maintenu ce nombre de trois sièges,, selon un nouveau découpage électoral.
Le redécoupage des circonscriptions législatives réalisé en 2010 et entrant en application à compter des élections législatives de juin 2012, a modifié le nombre et la répartition des circonscriptions de la Nièvre, réduit à deux du fait de la sur-représentation démographique du département.

## Composition des circonscriptions

### Composition des circonscriptions de 1958 à 1986
À compter de 1958, le département de la Nièvre comprend trois circonscriptions  regroupant les cantons suivants :
- 1re circonscription : Decize, Dornes, Nevers, Saint-Benin-d'Azy, Saint-Pierre-le-Moûtier.
- 2e circonscription : La Charité-sur-Loire, Cosne, Donzy, Pougues-les-Eaux, Pouilly-sur-Loire, Prémery, Saint-Amand-en-Puisaye, Saint-Saulge, Varzy.
- 3e circonscription : Brinon-sur-Beuvron, Château-Chinon, Châtillon-en-Bazois, Clamecy, Corbigny, Fours, Lormes, Luzy, Montsauche-les-Settons, Moulins-Engilbert,  Tannay.

### Composition des circonscriptions de 1988 à 2012

Les trois circonscriptions législatives de la Nièvre de 1988 à 2012.

À compter du découpage de 1986, le département de la Nièvre comprend trois circonscriptions regroupant les cantons suivants :
- 1re circonscription : Imphy, La Machine, Nevers-Centre, Nevers-Est, Nevers-Nord, Nevers-Sud, Saint-Benin-d'Azy, Saint-Pierre-le-Moûtier.
- 2e circonscription : La Charité-sur-Loire, Cosne-Cours-sur-Loire-Nord, Cosne-Cours-sur-Loire-Sud, Donzy, Guérigny, Pougues-les-Eaux, Pouilly-sur-Loire, Prémery, Saint-Amand-en-Puisaye, Varzy.
- 3e circonscription : Brinon-sur-Beuvron, Château-Chinon, Châtillon-en-Bazois, Clamecy, Corbigny, Decize, Dornes, Fours, Lormes, Luzy, Montsauche-les-Settons, Moulins-Engilbert, Saint-Saulge, Tannay.

### Composition des circonscriptions à compter de 2012

Les deux circonscriptions législatives de la Nièvre depuis 2012.

Depuis le nouveau découpage électoral, le département comprend deux circonscriptions regroupant les cantons suivants :
- 1re circonscription : La Charité-sur-Loire, Cosne-Cours-sur-Loire-Nord, Cosne-Cours-sur-Loire-Sud, Fourchambault, Imphy, Nevers-Centre, Nevers-Est, Nevers-Nord, Nevers-Sud, Pouilly-sur-Loire, Pougues-les-Eaux, Saint-Benin-d'Azy
- 2e circonscription : Brinon-sur-Beuvron, Château-Chinon (Ville), Châtillon-en-Bazois, Clamecy, Corbigny, Decize, Donzy, Dornes, Fours, Guérigny, Lormes, Luzy, La Machine, Montsauche-les-Settons, Moulins-Engilbert, Prémery, Saint-Amand-en-Puisaye, Saint-Pierre-le-Moûtier, Saint-Saulge, Tannay, Varennes-Vauzelles, Varzy

À la suite du redécoupage des cantons de 2014, les circonscriptions législatives ne sont plus composées de cantons entiers mais continuent à être définies selon les limites cantonales en vigueur en 2010. Les circonscriptions sont ainsi composées des cantons actuels suivants :
- 1re circonscription : cantons de La Charité-sur-Loire (14 communes), Cosne-Cours-sur-Loire, Fourchambault, Guérigny (15 communes), Nevers-1, Nevers-2, Nevers-3, Nevers-4 et Pouilly-sur-Loire (13 communes), communes de Chevenon, Imphy, Parigny-les-Vaux, Pougues-les-Eaux et Sauvigny-les-Bois
- 2e circonscription : cantons de La Charité-sur-Loire (14 communes), Château-Chinon, Clamecy, Corbigny, Decize, Guérigny (17 communes), Imphy (sauf communes d'Imphy et Sauvigny-les-Bois), Luzy, Pouilly-sur-Loire (16 communes) et Saint-Pierre-le-Moûtier (sauf commune de Chevenon), commune de Varennes-Vauzelles